# Laza Stanojević
Laza Stanojević (ur. 23 lutego/7 marca 1883 w Somborze, zm. 15 sierpnia 1973 w Sremskiej Kamenicy) – serbski lekarz psychiatra i neurolog, profesor Szkoły Medycznej w Belgradzie.
Specjalizował się w psychiatrii u Juliusa Wagnera-Jauregga. Był dyrektorem Szpitala Psychiatrycznego Stenjevac koło Zagrzebia. W 1923 został pierwszym dyrektorem nowo utworzonej Kliniki Chorób Psychicznych i Nerwowych Wydziału Lekarskiego w Belgradzie.

## Prace
- Wie wirken die Erkrankungen des Gastrointestinalapparates auf die Stimmung der Geisteskranken? Psychiat.-neurol. Wchnschr. 1922–3; 24: 295; 308.
- Ergographische Untersuchungen bei schizophrenen Prozessen. Mschr. Psychiat. 1930; 76: 379–384.
- Die Wirkung des therapeutischen Fiebers auf die Assoziationen der Paralytiker (experimentelle pharmakopsycho-pathologische Studie). Arch. f. Psychiat. 1924–25; 72: 667–673.
- Stanojević, L. Petković, S.Das Verhalten des Gallenfarbstoffspiegels im Blut bei intensiver Muskelarbeit. Klin. Wschr. 1935; 14: 1146.
- Atypischer Hirntumor des linken Schläfenlappens. Arch. Psychiat. 1922; 66: 741–746.
- Inwiefern können wir uns der bisherigen Methode der Intelligenzprüfung in forensischen Fällen bedienen? Deut. Zschr. gerichtl. Med. 1926; 8: 580-585.